# いつでもプリクラ☆キラデコプレミアム
『いつでもプリクラ☆キラデコプレミアム』は、2009年4月22日に任天堂より発売されたニンテンドーDSiウェアである。続編にニンテンドー3DS用ソフト『とびだすプリクラ☆キラデコレボリューション』がある。

## 概要
ニンテンドーDSi本体に内蔵されているカメラで、プリクラを楽しむことができる。SDカードに作成した写真を保存し、パソコンや携帯電話などに送ったり、プリンターで印刷することもできる。ニンテンドー3DSには引越しできないが、3DS内のニンテンドーeショップでは購入可能。
音声ガイドは後藤麻衣。

## とびだすプリクラ☆キラデコレボリューション
『キラデコプレミアム』の3DS版で、ニンテンドーeショップのダウンロードソフト。落書きやフレームが立体視表示される。
2012年2月13日の更新で「キラデコ☆パーツショップ」が追加。有料または無料で追加コンテンツが入手可能となった。